# Víctor Amadeu II de Savoia
Víctor Amadeu II de Savoia (Torí, Savoia 1666 - Moncalieri, Regne de Sardenya-Piemont 1732) fou el duc de Savoia entre 1675 i 1732, i posteriorment rei de Sicília (1713-1720) i rei de Sardenya (1720-1732).
Va transformar la política tradicional de Savoia de submissió a la Monarquia Catòlica hispana o al Regne de França, i aprofitant la rivalitat d'aquest últim amb el Sacre Imperi Romanogermànic va practicar una política oportunista que li va permetre augmentar la seva independència, el respecte envers les altres potències europees, realitzar noves adquisicions territorials i primer, coronar-se rei de Sicília i posteriorment rei de Sardenya.

## Orígens familiars

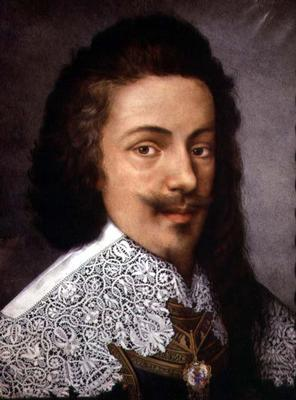
El seu avi Víctor Amadeu I de Savoia, del qual prengué el nom.

Va néixer el 14 de maig de 1666 a la ciutat de Torí, població que en aquells moments era la capital del ducat de Savoia, fill del duc Carles Manuel II de Savoia i Maria Joana Baptista de Savoia. Fou net per línia paterna de Víctor Amadeu I de Savoia i Maria Cristina de França, i per línia materna de Carles Amadeu de Savoia-Nemours i Elisabet de Borbó-Vendôme.
Morí a la població de Moncalieri, prop de Torí, el 31 d'octubre de 1732.

## Ascens al tron ducal

### Regència de Maria Joana de Savoia
A la mort del seu pare, ocorreguda el juny de 1675, fou nomenat duc de Savoia sota l'atenta regència de la seva mare Maria Joana Baptista de Savoia, que ocupà aquest càrrec fins al 1684. El 1680 la seva mare el prometé en casament amb la seva cosina Isabel Lluïsa de Bragança, filla i hereva del rei Pere II de Portugal. Aquest casament el podia convertir en hereu al tron de Portugal, ja que a falta d'hereu mascle, les Corts de Portugal van derogar la "Llei de les Corts de Lamego" per la qual els prínceps estrangers quedaven fora de la successió al tron. El març de 1681 es casà "per poders" a la ciutat de Lisboa, estant representat pel Marquès de Droné.
El 1682 Isabel de Bragança viatjà fins a la ciutat de Torí per conèixer en persona el seu espòs, però Víctor Amadeu II es negà a rebre-la adduint una forta febre. Això fou aprofitat pel partit opositor a la regent per oposar-se a la política d'acostament al rei Lluís XIV de França, observant en el casament del seu fill l'oportunitat d'allunyar-lo del poder al ducat i perpetuar-se ella en el poder. L'ambaixador portuguès en veure que la situació política era desfavorable i que Víctor Amadeu II semblava donar-los suport retornà a Portugal i cancel·là el compromís matrimonial.
Tot i la forta oposició al Ducat l'abril de 1684 la seva mare concertà el seu casament amb Anna Maria d'Orleans, neboda de Lluís XIV de França, però el 14 de maig del mateix any, en ser considerat major d'edat, prengué el poder plenament, apartant Maria Joana de Savoia-Nemours de la cort.

### Guerra dels Nou Anys

Pintura de Lluís XIV de França, obra de Jacint Rigau i Ros.

Seguint la tradició savoiana la política dels primers anys de govern de Víctor Amadeu es va basar en els "consells" que arribaven des de la cort de Versalles i eren dicatats, en aquesta ocasió, per Lluís XIV de França. El duc, però, no volgué continuar sota l'òrbita francesa i el 1688 va sorgir l'oportunitat per a aconseguir l'anhelada independència. Aquell any es va formar la Lliga d'Augsburg amb la finalitat de contrarestar la política expansionista del Regne de França. Quan Víctor Amadeu II va iniciar les negociacions per a adherir-se va ser descobert pels espies de Lluís XIV, el qual exigí 3.000 soldats i 800 cavallers per a l'Exèrcit francès a canvi de no ser considerat enemic de França. Víctor Amadeu II, que volia acceptar de totes les maneres, una guerra amb el gegant francès acceptà la condició, però el rei francès demanà llavors per segellar el pacte la cessió de la ciutat de Torí, un fet que fou refusat pel duc de Savoia.
L'exèrcit francès va travessar els Alps i va acampar a Staffarda. Víctor Amadeu va decidir no esperar les tropes austríaques que havien partit en la seva ajuda en virtut de la Lliga d'Augsburg, i amb l'ajuda de les tropes hispanes fou derrotat en la batalla de Staffarda el 18 d'agost de 1690. El camí vers la ciutat de Torí quedà lliure a les tropes franceses, que ocuparen la pràctica totalitat del ducat, si bé el juny de 1691 foren vençuts en el setge de Cuneo. El 4 d'octubre de 1693 un nou exèrcit hispano-savoià fou novament derrotat, per la qual cosa es veié obligat a signar el Tractat de Torí pel qual s'establia l'statu quo ante bellum, i Savoia retornà a l'òrbita francesa.
El 1697 per afermar la nova aliança amb França va casar la seva filla Maria Adelaida de Savoia amb el delfí Lluís de França, hereu de la corona francesa.

### Guerra de Successió Espanyola

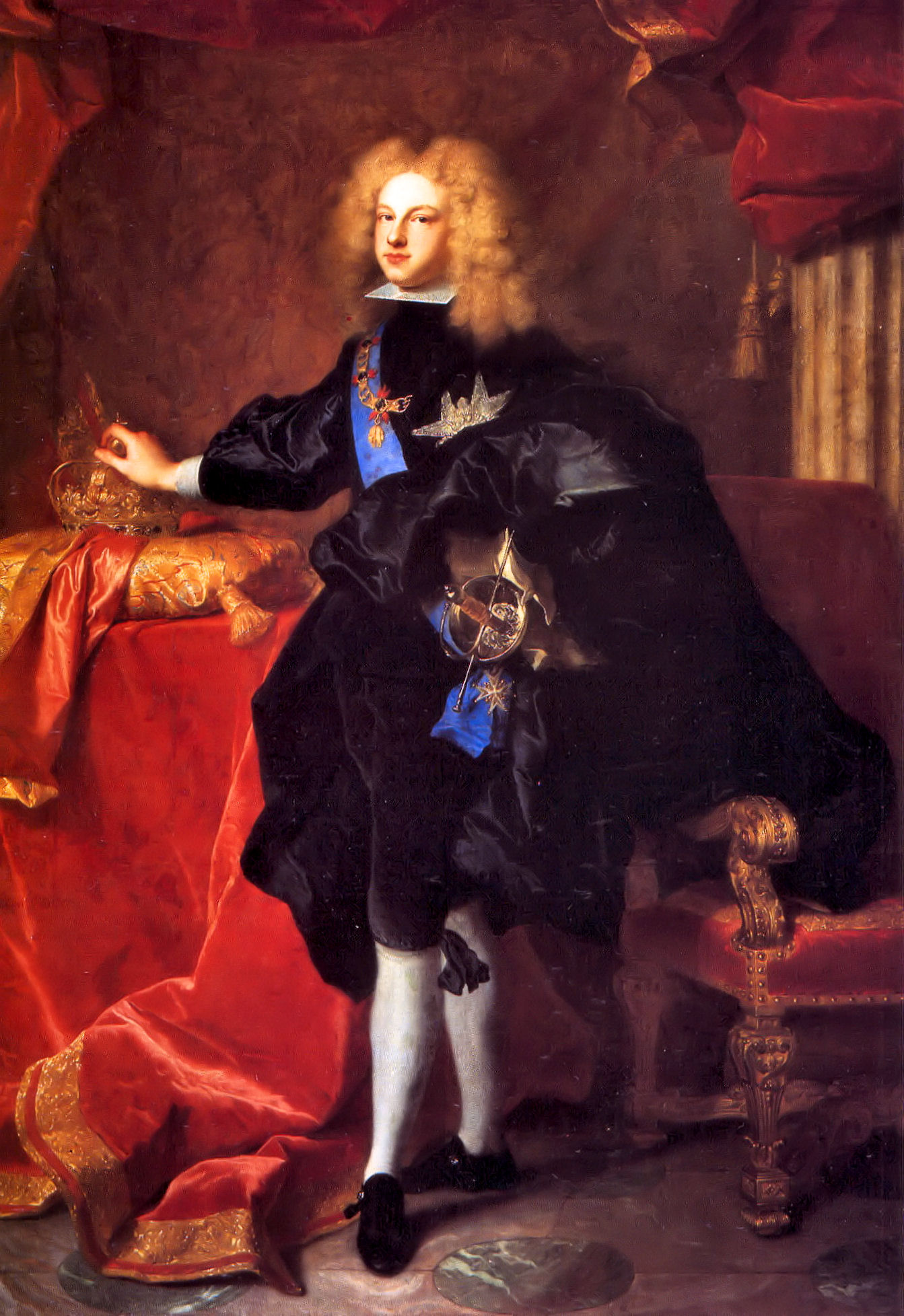
Pintura de Felip V d'Espanya, obra de Jacint Rigau

L'aliança amb el Regne de França, però, no va durar molt. Lluís XIV desconfiava del duc i el rellevà del càrrec de General Suprem de les seves forces a Itàlia.
El 1700, amb la mort sense descendència de rei Carles II de Castella i el nomenament de Felip d'Anjou, net de Lluís XIV, com a hereu universal, s'observà un nou canvi de poders a Europa: amb la possibilitat que un membre Borbó fos rei alhora de la Monarquia hispana i del Regne de França s'inicià una nova guerra, que pel Ducat de Savoia fou el camí d'aconseguir la plena independència.
El 1701 Àustria, Anglaterra, Països Baixos i Dinamarca van formar la Gran Aliança per a contrarestar el poder francès i donar suport a l'arxiduc Carles VI en la seva candidatura al tron hispà. El 1702 les forces austríaques van entrar al Milanesat, donant inici a la Guerra de Successió Espanyola.
Inicialment Víctor Amadeu II va entrar en la guerra a favor de França i Espanya, arribant a casar la seva filla Maria Lluïsa de Savoia amb Felip V d'Espanya, però ben aviat el duc va començar un acostament vers els aliats. El 1703 el Portugal va deixar de donar suport als borbònics i es va unir a la Gran Aliança, moment en el qual el Ducat de Savoia prengué partit en favor de Carles VI. La reacció francesa no es va fer esperar i el ducat va tornar a ser ocupat. Durant tres anys totes les batalles en territori savoià van ser guanyades pels francesos i els espanyols, fins que l'exèrcit hispanofrancès va decidir assetjar Torí, l'últim focus de resistència, el 14 de maig de 1706. El setge va continuar durant tot l'estiu fins que el 2 de setembre va arribar a la capital del ducat un exèrcit de socors austriacosavoià comandat per Eugeni de Savoia. L'exèrcit assetjador, cansat i amb un gran nombre de baixes causades pels defensors de la ciutat, va ser derrotat. Des de llavors i fins a la signatura de la pau definitiva no hi va haver més operacions importants en territori del ducat. Confiat per aquesta victòria Víctor Amadeu va dirigir, juntament amb Eugeni de Savoia, els exèrcits aliats en territori francès, si bé fou derrotat al setge de Toló.
El 1711, al morir sense descendència l'emperador Josep I fou nomenat l'arxiduc Carles VI com a nou emperador. Aquesta situació era també molt perillosa per a Anglaterra i els Països Baixos, car significava tornar als temps de Cales V. La guerra havia d'acabar com més aviat i el 1712 van començar les converses de pau que van culminar en la signatura del Tractat d'Utrecht.

## Rei de Sicília
Segons el termes del Tractat d'Utrecht el Ducat de Savoia rebé les ciutats d'Alessandria, Monferrato, Pragelato, Valsesia i Langhe a més del Regne de Sicília. El 10 de juliol de 1713 es va convertir en rei de Sicília mitjançant la signatura d'un document pel qual el Regne d'Espanya cedia Sicília amb una sèrie de condicions: 
- Sicília no podria ser mai venuda o intercanviada per altre territori.
- En cas d'extingir-se la branca masculina de la Dinastia de Savoia, Sicília tornaria a ser propietat de la Corona Espanyola.
- Les immunitats a Sicília no serien derogades.
- El Rei d'Espanya passaria a ser propietari dels béns confiscats als sicilians acusats de traïció.

El 13 de juliol el document va ser confirmat, i aquell mateix dia el nou rei va brindar al costat de la munió que s'amuntegava a les portes del palau de Torí. El 3 d'octubre va partir cap a l'illa de Sicília i el 24 de desembre Víctor Amadeu II i Anna Maria d'Orleans van ser coronats reis de Sicília a la catedral de Palerm.
Com a rei de Sicília va lluitar contra el bandolerisme, va fomentar el desenvolupament de la marina mercant i va reorganitzar la Hisenda. També va reorganitzar l'exèrcit segons el model savoià. El 7 de setembre de 1714, després de gairebé un any a Sicília, va retornar a la ciutat de Torí.

## Rei de Sardenya

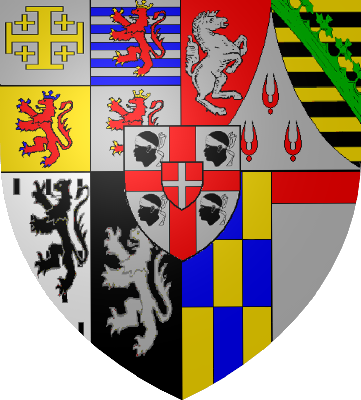
Escut d'armes del Regne de Sardenya-Piemont a partir de 1720.

El 14 de febrer de 1714 morí a la ciutat de Madrid Maria Lluïsa de Savoia, esposa de Felip V d'Espanya. Aquell mateix any Felip V es casà, en segones núpcis, amb Isabel de Farnesi, una reina que va influir molt en el seu marit i va aconseguir que la política exterior espanyola s'orientés cap al revisionisme del Tractat d'Utrecht. La reina, obsessionada a fer que els seus fills regnessin, veia que amb dos fills de l'anterior matrimoni era difícil que la Corona Espanyola anés a parar als seus descendents.
El 1717 s'inicià la Guerra de la Quàdruple Aliança, per la qual Espanya s'enfrontà a Àustria, el Regne de la Gran Bretanya, les Províncies Unides i França. El novembre d'aquell any l'illa de Sardenya, en aquells moments domini austríac, fou ocupada per les tropes de Felip V gràcies al desembarcament de 8.000 homes, sent ocupada l'agost de 1718 l'illa de Sicília amb 30.000 homes. En aquell moment Viena va proposar a Víctor Amadeu II unir-se a la Quàdruple Aliança a canvi d'intercanviar Sicília per Sardenya, un fet que fou acceptat en veure la greu situació política del moment.
La destrucció de la flota espanyola en la batalla del Cap Passaro l'11 d'agost de 1718 i l'ocupació francesa de part del nord d'Espanya van fer que Felip V signés finalment la pau el 1720. Aquell mateix any Víctor Amadeu va ser coronat rei de Sardenya, i la proximitat de l'illa permeté un major control del nou territori, formant a partir d'aquell moment el Regne de Sardenya-Piemont.

## Últims anys
La salut de Víctor Amadeu II empitjorà a partir de 1728, data de la mort d'Anna Maria d'Orleans, moment en el qual va delegar el govern en el seu fill Carles Manuel. El 1730 va abdicar formalment i es va retirar a la ciutat de Chambéry, però poc temps després continuà donant consell i dirigint la política dels seus fills.
Després de casar-se l'agost de 1730 amb Ana Teresa Canalis de Cumiana recuperà el poder, per influència de la seva nova esposa, gràcies a l'anul·lació de l'acta d'abdicació, sent reclòs Víctor Amadeu II al castell de Rivoli per part de Carles Manuel. Després d'empitjorà visiblement la seva salut l'hivern de 1731, l'abril de 1732 fou traslladat a la ciutat de Moncalieri, on morí el 31 d'octubre del mateix any.

## Núpcies i descendents
Es casà "per poders" el 25 de març de 1681 a la ciutat de Lisboa amb Isabel Lluïsa de Bragança, filla del rei Pere II de Portugal i Maria Francesca de Savoia. El casament finalment fou realitzat "en persona", declarant així invàlid l'acord.
Es casà el 10 d'abril de 1684 al Palau de Versalles amb Anna Maria d'Orleans, filla del duc Felip I d'Orleans i Enriqueta d'Anglaterra. D'aquesta unió nasqueren:
- Maria Adelaida de Savoia (1685-1712), casada el 1697 amb Lluís de França i mare del rei Lluís XV de França
- Maria Anna de Savoia (1687-1690)
- Maria Lluïsa de Savoia (1688-1714), casada el 1701 amb Felip V d'Espanya
- Víctor Amadeu de Savoia (1699-1715), Príncep del Piemont
- Carles Manuel III de Sardenya (1701-1773), duc de Savoia i rei de Sardenya
- Manuel Filibert (1705), duc de Chablais

El 2 d'agost de 1730 es casà, en segones núpcies, amb Anna Teresa Canalis de Cumiana. D'aquesta unió no tingueren fills.
De la seva amant Joana Baptista d'Albert de Luynes (1670-1736) tingué dos fills:
- Maria Victòria Francesca de Savoia (1690-1766), casada el 1714 amb Víctor Amadeu I de Savoia-Carignan
- Víctor Francesc Felip de Savoia (1694-1762), Marquès de Susa